# Potamogeton epihydrus
Potamogeton epihydrus är en nateväxtart som beskrevs av Constantine Samuel Rafinesque. Potamogeton epihydrus ingår i släktet natar, och familjen nateväxter. Inga underarter finns listade.

## Bildgalleri

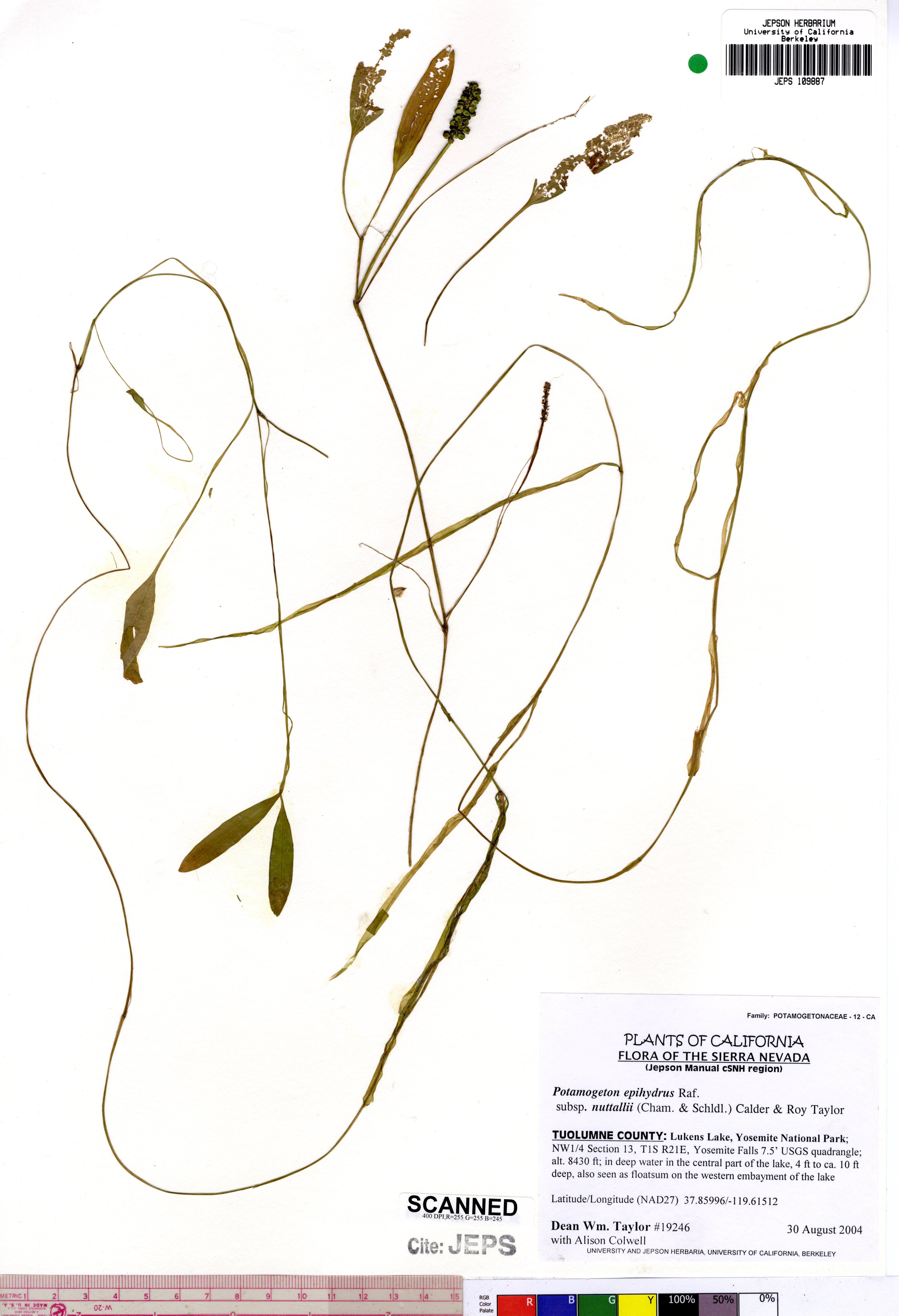
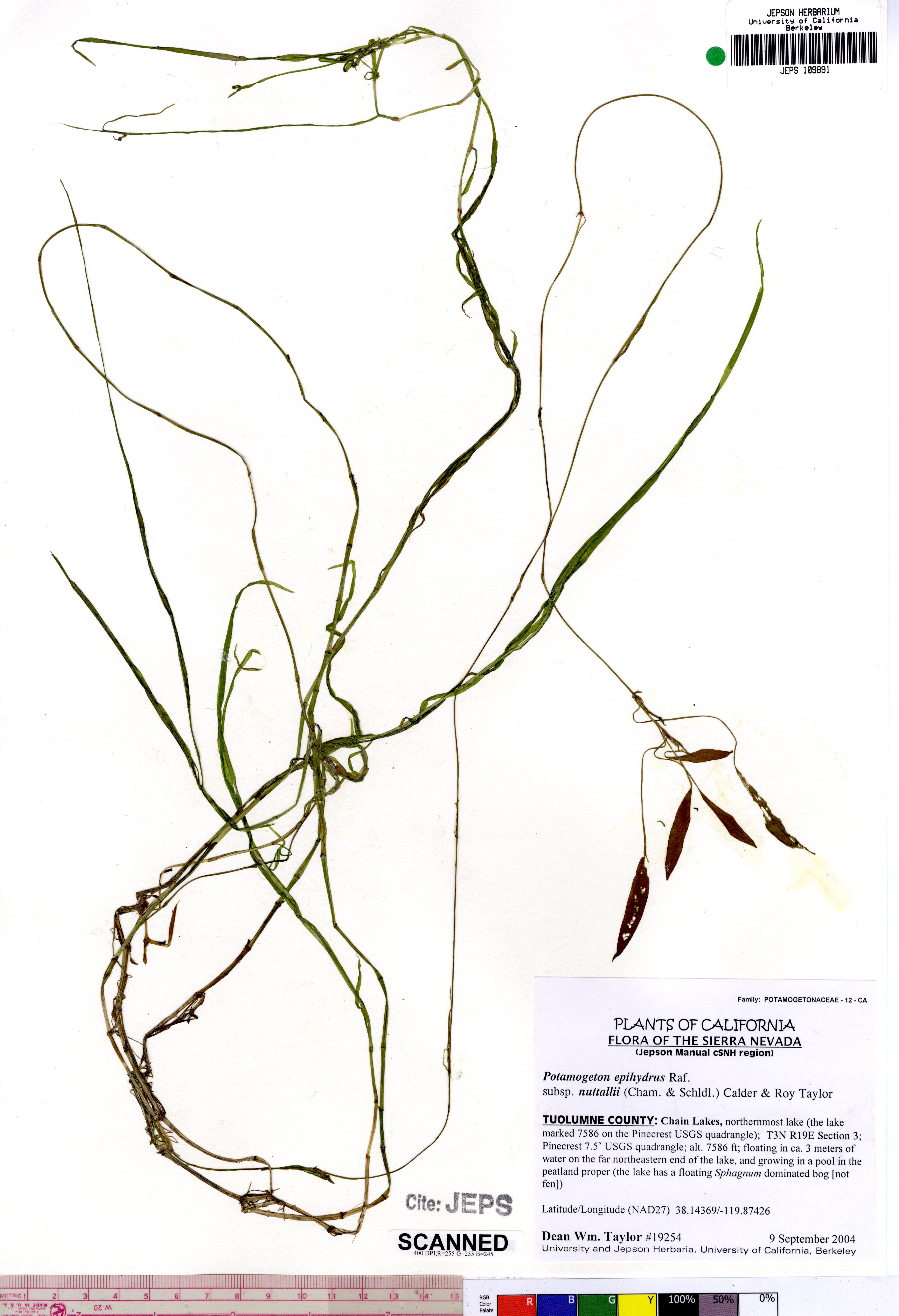